# 大久保司
大久保 司（おおくぼ まもる、1937年6月28日 - 2023年7月16日）は、日本の政治家。元茨城県結城郡八千代町長（5期）。

## 経歴・人物
茨城県生まれ。茨城県立下妻第一高等学校卒業。農協理事や八千代町議会議員などを歴任。
1999年（平成11年）、第12代八千代町長に初当選。2月9日、町長に就任。
2019年（平成31年）1月20日に行われた八千代町長選挙には立候補せず引退。大久保の後継指名を受けた谷中聰前副町長が自由民主党推薦の元町議の水垣正弘らを破り初当選を果たした。
2023年（令和5年）7月16日、老衰のため結城市内の病院で死去した。86歳没。